# Manuel Nunes
Manuel Nunes, bekannt als Neco (* 7. März 1895 in São Paulo; † 31. Mai 1977 ebenda), war ein brasilianischer Fußballspieler und -trainer. In der Geschichte des SC Corinthians Paulista, für den er bis zum Ende der 1930er Jahre als Spieler und Trainer wirkte, war er der erste große Star und gewann mit dem Verein die ersten Titel. Mit der brasilianischen Nationalmannschaft gewann er zwei Mal die Südamerikanische Fußballmeisterschaft.

## Leben

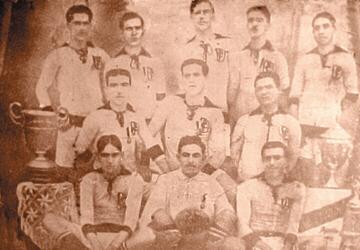
Meistermannschaft 1914 Fúlvio, Casemiro do Amaral, Casemiro Gonzalez; Polícia, Biano, César; Aristides, Peres, Amílcar, Dias, Neco

Neco begann 1911 in der Jugend des 1910 gegründeten SC Corinthians Paulista zu spielen. Ab 1913 hatte er auch erste Einsätze in der Kampfmannschaft des Vereines. 1914 gehörte er zur Stammformation und gewann mit dieser mit der Staatsmeisterschaft von São Paulo den ersten Titel der Vereinsgeschichte. 1915 stand Corinthians vor dem Abgrund des Bankrotts und nahm daher am Spielbetrieb nicht teil. Neco verstärkte dieses Jahr AA Mackenzie College und wurde mit dem Verein Vizemeister. 1916 nahm Corinthians den Spielbetrieb wieder auf und Neco kehrte zurück. Corinthians konnte sogleich an die alte Stärke anknüpfen und gewann seinen zweiten Titel.
In den folgenden Jahren konnte er auf Vereinsebene mit Ausnahme der Ehre des Torschützenkönigs von 1920, mit diesmal 24 Toren, keine weiteren Titel hinzufügen. Es gab eine Vizemeisterschaft, ansonsten dritte Plätze. Neco war dabei 1920 auch zum ersten Mal mit der Trainingsleitung bei Corinthians betraut.
1917 öffnete sich für Neco mit der Einladung zur Auswahl für die zweite Ausspielung der Südamerikameisterschaft in Uruguay eine erfolgreiche Karriere in der Nationalmannschaft. In seinem ersten Länderspiel – gemeinsam mit dem ebenfalls debütierenden Amílcar Barbuy wurde er hier zum ersten Nationalspieler der Geschichte von Corinthians – im Oktober 1917 in Montevideo traf er bereits in der 8. Minute zum 1:0 gegen Argentinien, doch am Ende verlor die Seleção mit 2:4. Im Verlauf des Turniers konnte Neco noch einen weiteren Treffer hinzufügen doch Brasilien musste sich mit dem dritten Platz hinter Uruguay und Argentinien begnügen.
Für die 1919 in Rio de Janeiro im Estádio das Laranjeiras des Fluminense FC abgehaltene Südamerikameisterschaft fand Neco erneut Berücksichtigung. Mit Arthur Friedenreich vom CA Paulistano bildete er dabei ein erfolgreiches Duo im Sturm. Beide wurden mit jeweils vier Treffern zu den Torschützenkönigen des Turnieres und trugen so erheblich zum ersten Titelgewinn einer brasilianischen Fußballnationalmannschaft bei.
Neco musste bis zur Südamerikameisterschaft 1922 warten, die an gleicher Stätte wie der Wettbewerb von 1919 ausgetragen wurde, bis er wieder bei der Nationalmannschaft Berücksichtigung fand. Es gelang hierbei im Entscheidungsspiel des Turniers gegen Paraguay nach 11 Minuten die Führung für Brasilien zu erzielen. Das Spiel endete 3:0 und die Seleção sicherte sich ihren zweiten Titel.
1922 konnte er auch seinen dritten Staatsmeistertitel mit Corinthians gewinnen und mit den Titelverteidigungen in den kommenden beiden Jahren schaffte der Klub sogar einen Hattrick. 1927 war Neco erneut Spielertrainer und erreichte mit Corinthians den dritten Platz der Staatsliga. 1928 und 1930, dem Jahr seines Rückzugs als Spieler konnte er noch zwei weitere Meistertitel und damit den zweiten Meisterschafts-Hattrick einfahren. 1930 erreichte er dabei den siebten Titel in 17 Jahren und Corinthians war damit Rekordmeister vor dem CA Paulistano mit einem Titel weniger.
Insgesamt bestritt Neco der Meist auf Linksaußen oder Mittelstürmer, in späteren Jahren aber auch im Mittelfeld spielte 296 Partien für Corinthians, von denen 215 gewonnen wurden. 35 gingen unentschieden aus und nur 46 wurden verloren. Er erzielte dabei 235 Tore.
Von 1937 bis 1938 saß Neco noch einmal auf der Trainerbank von Corinthians und gewann dabei die Meisterschaft des Jahres 1937.
Bereits 1930, als er seine Spielerlaufbahn einstellte, wurde er als erster Corinthians-Spieler mit einer Statue auf dem Vereinsgelände geehrt, bis heute die höchste Ehrung die der Verein zu vergeben hat.
Neco heiratete im August 1925 Adalgisa Guganis, mit der er eine Tochter und einen Sohn hatte. Beruflich zog er sich 1965 70-jährig vom Sekretariat für öffentliche Sicherheit des Staates São Paulo zurück. Er blieb dem SC Corinthians Paulista zeitlebens eng verbunden. Noch am 18. Mai 1977 besuchte er sein letztes Spiel im Parque São Jorge. Neco verstarb am 31. Mai 1977 in São Paulo im Alter von 82 Jahren. Er konnte nicht mehr miterleben wie Corinthians am 13. Oktober zum ersten Mal nach 23 Jahren wieder den Staatsmeister-Titel gewinnen würde – der 16. in der Vereinsgeschichte.

## Statistik

### Spieler
Mannschaften
- 1917–1922: Brasilianische Fußballnationalmannschaft (14 Spiele / 9 Tore)

- 1913–1930: SC Corinthians Paulista
- 1915: AA Mackenzie College

Titel
- Südamerikanische Fußballmeisterschaft: 1919, 1922

- Staatsmeisterschaft von São Paulo: 1914, 1916, 1922, 1923, 1924, 1928, 1930

Torschützenkönig
- Südamerikanische Fußballmeisterschaft: 1919 (4 Tore)
- Staatsmeisterschaft von São Paulo: 1914 (12 Tore)
- Staatsmeisterschaft von São Paulo: 1920 (24 Tore)

### Trainer
Vereine
- SC Corinthians Paulista: 1920, 1927, 1937–38

Titel
- Staatsmeisterschaft von São Paulo: 1937